# Янтарная кислота
Янта́рная кислота́, бутандио́вая кислота, химическая формула — C4H6O4 или НООС−СН2−СН2−СООН — cлабая органическая кислота, двухосновная карбоновая кислота.
При стандартных условиях сухая янтарная кислота — бесцветное кристаллическое вещество без запаха.
Соли и эфиры янтарной кислоты называются сукцина́тами (от лат. succinum — «янта́рь»).

## История
Впервые янтарная кислота была получена в XVII веке перегонкой янтаря. 

## Свойства
Янтарная кислота представляет собой белые кристаллы, обладающие слабокислым и слегка солоновато-горьким привкусом.

### Физические
Температура плавления 183 °C. Температура кипения 235 °C.  Выше 235 °C отщепляет Н2О и переходит в янтарный ангидрид. Янтарная кислота легко возгоняется при 130—140 °С. Растворимость в воде (в 100 г воды): 6,8 г (при 20 °С), 121 г (при 100 °С). Также растворяется в этиловом спирте: 9,9 г (5 °С); в диэтиловом эфире — 1,2 г (15 °С). Нерастворима кислота в бензоле, бензине и хлороформе. Константы диссоциации таковы: Ка1 = 7,4⋅10−5, Ка2 = 4,5⋅10−6.

### Химические
Метиленовые группы янтарной кислоты обладают высокой реакционной способностью, что связано с влиянием карбоксильных групп. При бромировании янтарная кислота даёт дибромянтарную кислоту HOOC−(CHBr)2−COOH. Диэфиры янтарной кислоты конденсируются с кетонами (конденсация Штоббе) и с альдегидами.
С аммиаком и аминами янтарная кислота образует сукцинимид и его N-замещённые аналоги (R−H, алкильная или арильная группа). Моно- и диамиды янтарной кислоты, получаемые с ароматическими и гетероциклическими аминами, применяют для синтеза некоторых красителей, инсектицидов и лекарственных веществ.
Янтарная кислота и её ангидрид легко вступают в реакцию Фриделя — Крафтса с ароматическими соединениями (так называемое сукцинилирование), образуя производные 4-арил-4-кетомасляной кислоты.

## Получение
Янтарную кислоту получают при производстве адипиновой кислоты, где она является побочным продуктом. Другой способ промышленного получения — из смеси кислот, образующихся при окислении углеводородов от бутана до декана (алканов С4–С10). Также в промышленности её извлекают из отходов янтаря.
Янтарная кислота может быть получена окислением фурфурола пероксидом водорода или в два этапа — гидрирование малеинового ангидрида с последующей гидратацией.
В промышленности янтарную кислоту получают главным образом гидрированием малеинового ангидрида.

## Биохимическая роль

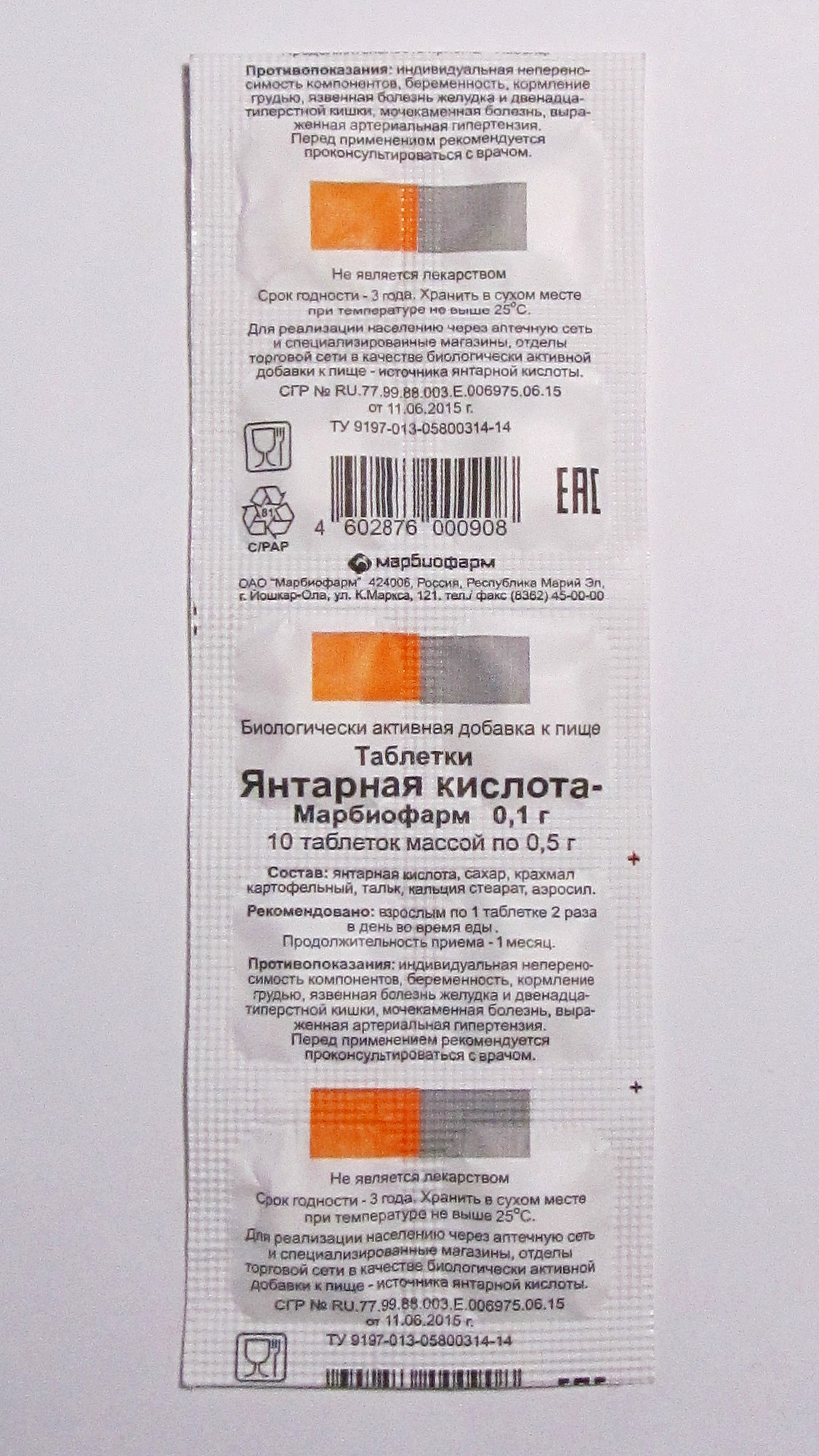
Кислота в таблетках

Янтарная кислота участвует в процессе клеточного дыхания кислорододышащих организмов — в цикле трикарбоновых кислот.
Летальные дозы (LD50): орально — 2,26 г/кг (крысы), внутривенно — 1,4 г/кг (мыши).
ПДК янтарной кислоты в воде водоёмов — 0,01 мг/л.

## Применение
Янтарную кислоту используют для получения алкидных смол, сукцинатов, фотоматериалов, красителей и лекарственных веществ.
Янтарная кислота используется в аналитической химии, а также в химическом синтезе для получения пластмасс, смол и лекарственных препаратов.
В пищевой промышленности янтарная кислота известна под индексом E363, используется в качестве регулятора кислотности (подкислителя).
Янтарная кислота содержится в небольших количествах во многих растениях, в буром угле, природных смолах и янтаре.
Янтарная кислота стимулирует рост разных растений и цыплят, ускоряет рост бактерий.
Некоторые эфиры янтарной кислоты используют в пищевой и парфюмерной промышленности:
- диэтилсукцинат — ароматизатор для пищевых продуктов и парфюмерных композиций, он придаёт запах цветов и обладает свойствами пластификатора;
- моноамиды и диамиды янтарной кислоты с ароматическими и гетероциклическими аминами применяют в производстве красителей и инсектицидов.

### В медицине
В лекарственных препаратах янтарная кислота применяется в качестве активного вещества как метаболическое средство, улучшающее метаболизм и энергообеспечение тканей, уменьшающее гипоксию тканей.
Инъекции смеси сукцината и гиалуроновой кислоты применяются в омолаживающей процедуре редермализации.

### В фармацевтике
Янтарная кислота широко используется в качестве буферного агента в различных биологических препаратах, обеспечивая стабильность pH для поддержания эффективности активных веществ. Её применяют в инъекционных биологических препаратах, вакцинах, лиофилизированных продуктах, а также в топических и пероральных биологических формах, где критически важно поддержание определенного pH для сохранения стабильности, биодоступности и иммуногенности действующих веществ.